# Alpha Crucis Rupes
L'Alpha Crucis Rupess è una struttura geologica della superficie di Mercurio.